# Retamar (Ciudad Real)
Retamar es una localidad española, pedanía del municipio de Almodóvar del Campo, perteneciente a la provincia de Ciudad Real, en la comunidad autónoma de Castilla-La Mancha.

## Geografía
Se encuentra a 10 km de Puertollano y a 7 km de Brazatortas en la carretera N-420. El censo de población en 2008 era de 82 habitantes, de los cuales 40 eran hombres y 42 mujeres.
Coordenadas
- 38°40′00″N 04°13′00″O / 38.66667, -4.21667
- Latitud en grados decimales: 38.667
- Longitud en grados decimales: -4.217
- Altitud media del municipio: 676 m s. n. m.
- Coordenada X UTM Huso 30: 394148
- Coordenada Y UTM Huso 30: 4280561.3
- Huso UTM: 30
- Cuadrícula UTM: UH98

## Historia
Las primeras noticias que se tienen de esta población documentadas datan de 1575, concretamente de la obra que mandó hacer Felipe II, titulada Relaciones topográficas. Este cuenta en la contestación número 57, “el Retamal treinta vecinos con una ermita y sin concejo y esta una legua por camino áspero de sierra”. 
Hacia mediados del siglo XIX, el lugar tenía contabilizadas 40 casas. Aparece descrito en el decimotercer volumen del Diccionario geográfico-estadístico-histórico de España y sus posesiones de Ultramar de Pascual Madoz de la siguiente manera:

RETAMAR: ald. en la prov. de Ciudad-Real, part. jud. y térm. de Almodóvar del Campo: sit. á la falda S. de una cord. á una leg. de su matriz. Tiene 40 casas en mal estado y sin órden, y una igl. (Sta. Maria de las Nieves), aneja á la parr. de Almodóvar y servida por un teniente: á 1/4 leg. al S. están las ruinas de Retamal, que fue otra ald. con las mismas dependencias; pero que habiendo desaparecido se confunden generalmente los nombres de las dos, aunque tambien se llaman estas ruinas Casas de Gavillero: por este punto cruza una de las veredas, llamadas de Contrabandistas en direccion de E. á O.; sus hab. son jornaleros en la mayor parte. En cuanto á los demas estremos, con Almodóvar (V.).
(Madoz, 1849, pp. 426-427)

Por otra parte Inocente Hervás, un sacerdote nacido en Torralba de Calatrava, autor del Diccionario Histórico-Geográfico en 1890, cuenta que es una “aldea de Almodóvar existente en 1575 con una iglesia dedicada a Ntra. Sra. De la Nieves, reedificada en 1740. Es anejo de Almodóvar a cargo de un coadjutor con la asignación de 650 pesetas. El Nomenclátor de esta Provincia de 1888 le fija 83 casas y 144 habitantes”.
Otros autores contemporáneos como Eduardo Agostini Banus en su Historia de Almodóvar del campo relata una serie de acontecimientos relacionados con el Retamar y Manuel Corchado Soriano con su libro de El Campo de Calatrava, Los Pueblos; se hace eco de los autores anteriormente citados.